# Совет безопасности СССР
Совет безопасности СССР — совещательный орган при Президенте СССР, был создан на основании Закона СССР от 26 декабря 1990 г. № 1861-I «Об изменениях и дополнениях Конституции (Основного Закона) СССР в связи с совершенствованием системы государственного управления».
Статьёй 127.3 Конституции СССР устанавливалось, что Президент СССР возглавляет Совет безопасности СССР, на который возлагается выработка рекомендаций по проведению в жизнь общесоюзной политики в области обороны страны, поддержанию её надежной государственной, экономической и экологической безопасности, преодолению последствий стихийных бедствий и других чрезвычайных ситуаций, обеспечению стабильности и правового порядка в обществе.
Члены Совета безопасности назначались Президентом СССР с учётом мнения Совета Федерации СССР и по согласованию с Верховным Советом СССР. Увольнение членов Совета безопасности также осуществлялось с согласия Верховного Совета СССР.

## Члены Совета безопасности СССР
| № | Фото | Имя                                 | Должность и дата назначения |
| - | ---- | ----------------------------------- | --- |
| 1 |      | Горбачев Михаил Сергеевич           | Президент СССР и по должности Председатель Совета Безопасности СССР |
| 2 |      | Янаев Геннадий Иванович             | Вице-президент СССР, назначен Указом Президента СССР от 13 марта 1991 г. № УП-1615, согласие на назначение дано постановлением Верховного Совета СССР от 7 марта 1991 г. № 2010-I |
| 3 |      | Павлов Валентин Сергеевич           | Премьер-министр СССР, назначен Указом Президента СССР от 13 марта 1991 г. № УП-1616, согласие на назначение дано постановлением Верховного Совета СССР от 7 марта 1991 г. № 2010-I |
| 4 |      | Бакатин Вадим Викторович            | назначен Указом Президента СССР от 13 марта 1991 г. № УП-1617, согласие на назначение дано постановлением Верховного Совета СССР от 7 марта 1991 г. № 2010-I |
| 5 |      | Бессмертных Александр Александрович | Министр иностранных дел СССР, назначен Указом Президента СССР от 13 марта 1991 г. № УП-1618, согласие на назначение дано постановлением Верховного Совета СССР от 7 марта 1991 г. № 2010-I — освобожден от обязанностей Указом Президента СССР от 23 августа 1991 г. № УП-2453; однако, это решение не было рассмотрено Верховным Советом СССР |
| 6 |      | Крючков Владимир Александрович      | Председатель КГБ СССР, назначен Указом Президента СССР от 13 марта 1991 г. № УП-1619, согласие на назначение дано постановлением Верховного Совета СССР от 7 марта 1991 г. № 2010-I |
| 7 |      | Примаков Евгений Максимович         | назначен Указом Президента СССР от 13 марта 1991 г. № УП-1620, согласие на назначение дано постановлением Верховного Совета СССР от 7 марта 1991 г. № 2010-I |
| 8 |      | Пуго Борис Карлович                 | Министр внутренних дел СССР, назначен Указом Президента СССР от 13 марта 1991 г. № УП-1621, согласие на назначение дано постановлением Верховного Совета СССР от 7 марта 1991 г. № 2010-I — умер 22 августа 1991 г. |
| 9 |      | Язов Дмитрий Тимофеевич             | Министр обороны СССР, назначен Указом Президента СССР от 13 марта 1991 г. № УП-1622, согласие на назначение дано постановлением Верховного Совета СССР от 7 марта 1991 г. № 2010-I |

Указом Президента СССР от 22 августа 1991 г. № УП-2444 все члены ГКЧП отстранены от занимаемых постов (таким образом, Крючков В. А., Павлов В. С., Язов Д. Т. и Янаев Г. И. освобождены и от обязанностей членов Совета безопасности СССР, но данный указ не был внесен на рассмотрение Верховного Совета СССР).
Постановлением Верховного Совета СССР от 29 августа 1991 г. № 2369а-I дано согласие на включение в состав Совета безопасности СССР высших государственных должностных лиц (президентов, а там, где они не избраны, — председателей Верховных Советов) РСФСР (Ельцин Борис Николаевич), Украинской ССР (Кравчук Леонид Макарович), Белорусской ССР (Шушкевич Станислав Станиславович), Узбекской ССР (Каримов Ислам Абдуганиевич), Казахской ССР (Назарбаев Нурсултан Абишевич), Азербайджанской ССР (Муталибов Аяз Ниязи оглы), Киргизской ССР (Акаев Аскар Акаевич), Таджикской ССР (до 31 августа 1991 г. — Махкамов Кахар Махкамович, с 31 августа 1991 г. — Аслонов Кадриддин Аслонович), Туркменской ССР (Ниязов Сапармурат Атаевич). Однако, отсутствует информация, что Президент СССР издал соответствующий указ.